# Lyubov Orlova
«Lyubov Orlova» (до 1999 года «Любовь Орлова» или «Lyubovy Orlova») — двухпалубное круизное судно класса «Мария Ермолова», построенное по советскому заказу на верфи Titovo Brodogradiliste в Кралевице (Югославия) в 1976 году. Судно было названо в честь советской актрисы, народной артистки СССР Любови Орловой.

## История
Судно под заводским номером 413 было построено на югославской верфи Titovo Brodogradilište в хорватской Кралевице и передано советскому заказчику в 1976 году. Первоначально собственником судна стало Дальневосточное морское пароходство.
«Любовь Орлова» была переоборудована в 1999 году, и арендована компанией «Marine Expeditions» для круизов-экспедиций на Антарктический полуостров в 2000 году. Судно прошло глубокое переоборудование в 2002 году и впоследствии было арендовано компанией «Quark Expeditions» и компанией «Cruise North Expeditions» для арктических круизов-экспедиций.
23 января 2013 года судно покинуло канадский порт Сент-Джонс для буксировки на слом в Доминиканскую Республику, но уже во второй половине следующего дня у тянувшего судно буксира «Charlene Hunt» лопнул буксировочный трос, и судно ушло в дрейф. Попытки снова взять его на буксир оказались безрезультатными. Таким образом, с 24 января 2013 года «Lyubov Orlova» находилась в свободном дрейфе в Атлантическом океане без экипажа и опознавательных огней.
1 марта 2013 года в ирландских СМИ появилось сообщение о том, что были зафиксированы сигналы с аварийного радиобуя «Любови Орловой» в 700 милях от побережья Ирландии. Это может свидетельствовать о том, что судно затонуло, так как аварийный радиобуй активируется при попадании в воду. Были предприняты поиски в районе, откуда были приняты сигналы, но ничего не было найдено.
В январе 2014 года жёлтая пресса распространила слухи, что дрейфующее судно, возможно населённое крысами-каннибалами, якобы может прибить к побережью Ирландии. Эта информация была опровергнута. Достоверная информация о положении дел на судне отсутствует. Скорее всего, судно затонуло в Атлантическом океане.

## Описание
По проекту судно имело более 200 спальных мест, оборудовано стабилизаторами и кондиционерами воздуха во всех служебных и пассажирских помещениях. В каютах, оборудованных индивидуальным санузлом с туалетом, умывальником и душем были установлены диван-кровати, а верхние полки представляли собой кровати «пульмановского» типа. Десять кают были снабжены складывающимися детскими кроватями. В кормовой части судна на верхней палубе проектом был предусмотрен ресторан на 100 посадочных мест. Кроме того имелось 2 кафе: одно на 40 мест с баром и кафе-кинозал на 60 мест, музыкальный салон с баром, танцплощадка и эстрада для оркестра (на 87 мест). В общественных помещениях судна одновременно могло разместиться 327 человек.
Судно было полностью перестроено для круизных путешествий в Антарктике. В распоряжении путешественников имелось 7 стандартных трёхместных кают площадью 16,5 м² с удобствами: душ, два кресла, полки, шкаф, телефон, окно. Каждая каюта оборудована двумя нижними и одной верхней кроватями. На нижней палубе — 14 двухместных кают площадью 15 м², на основной палубе — 23 двухместные каюты площадью 12 м², на капитанском мостике — 6 двухместных кают площадью 10 м², в которых дополнительно установлены телевизор и сейф. 3 двухместных каюты класса Superior площадью 12 м², 2 двухместные каюты класса Amundsen Suite площадью 31 м², где в дополнение имеется письменный стол, телевизор, сейф и холодильник и две большие кровати.

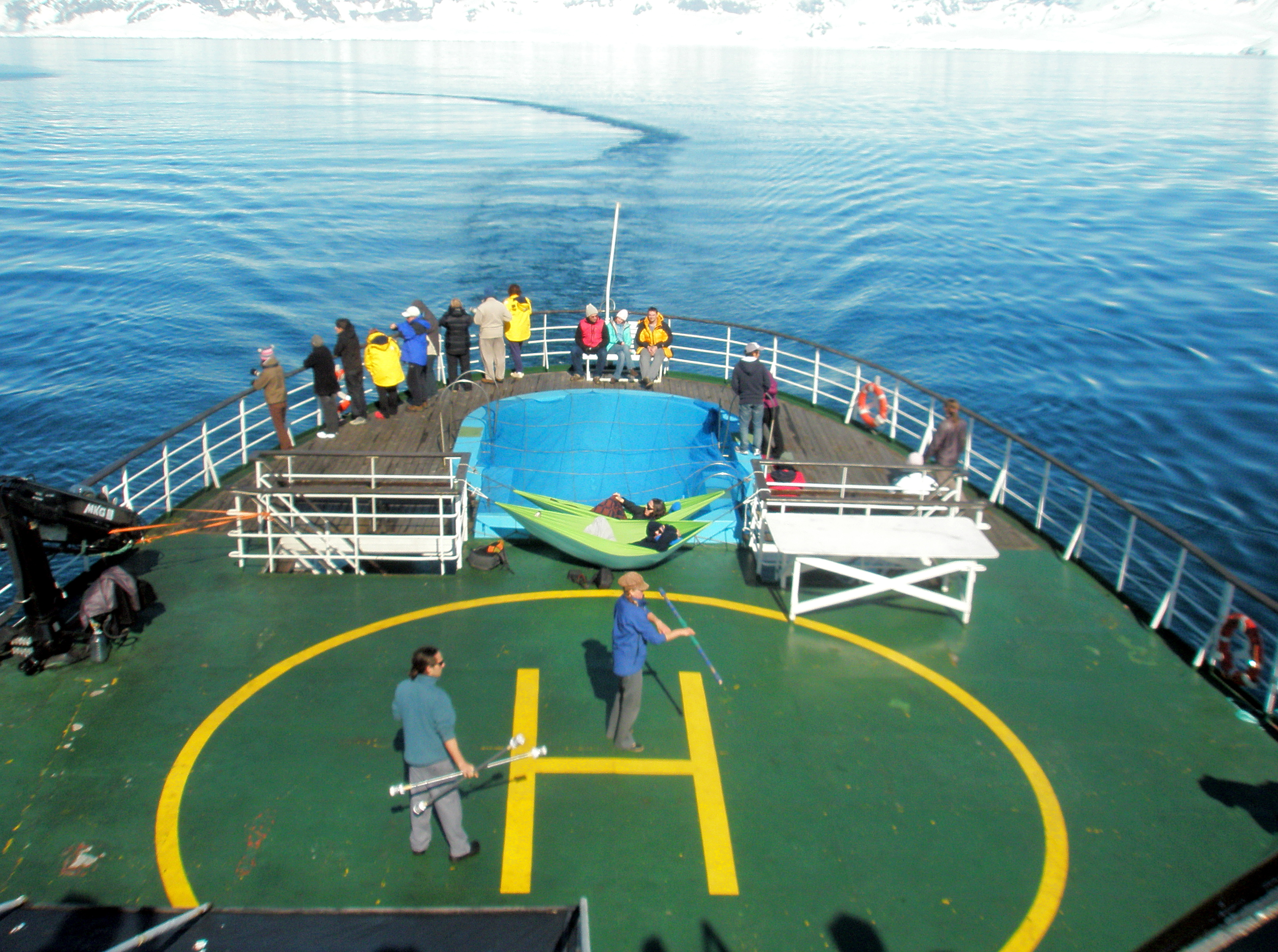
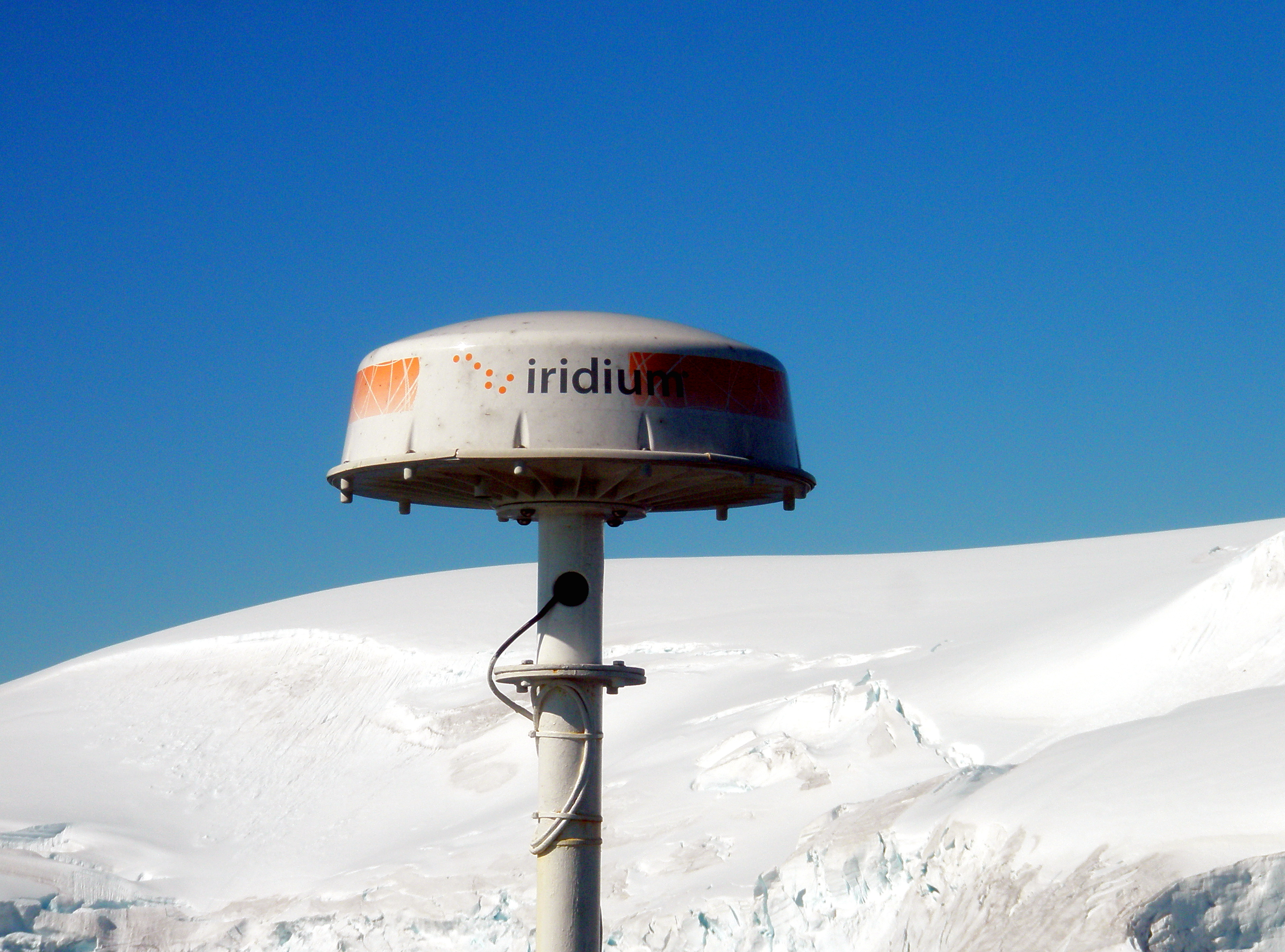
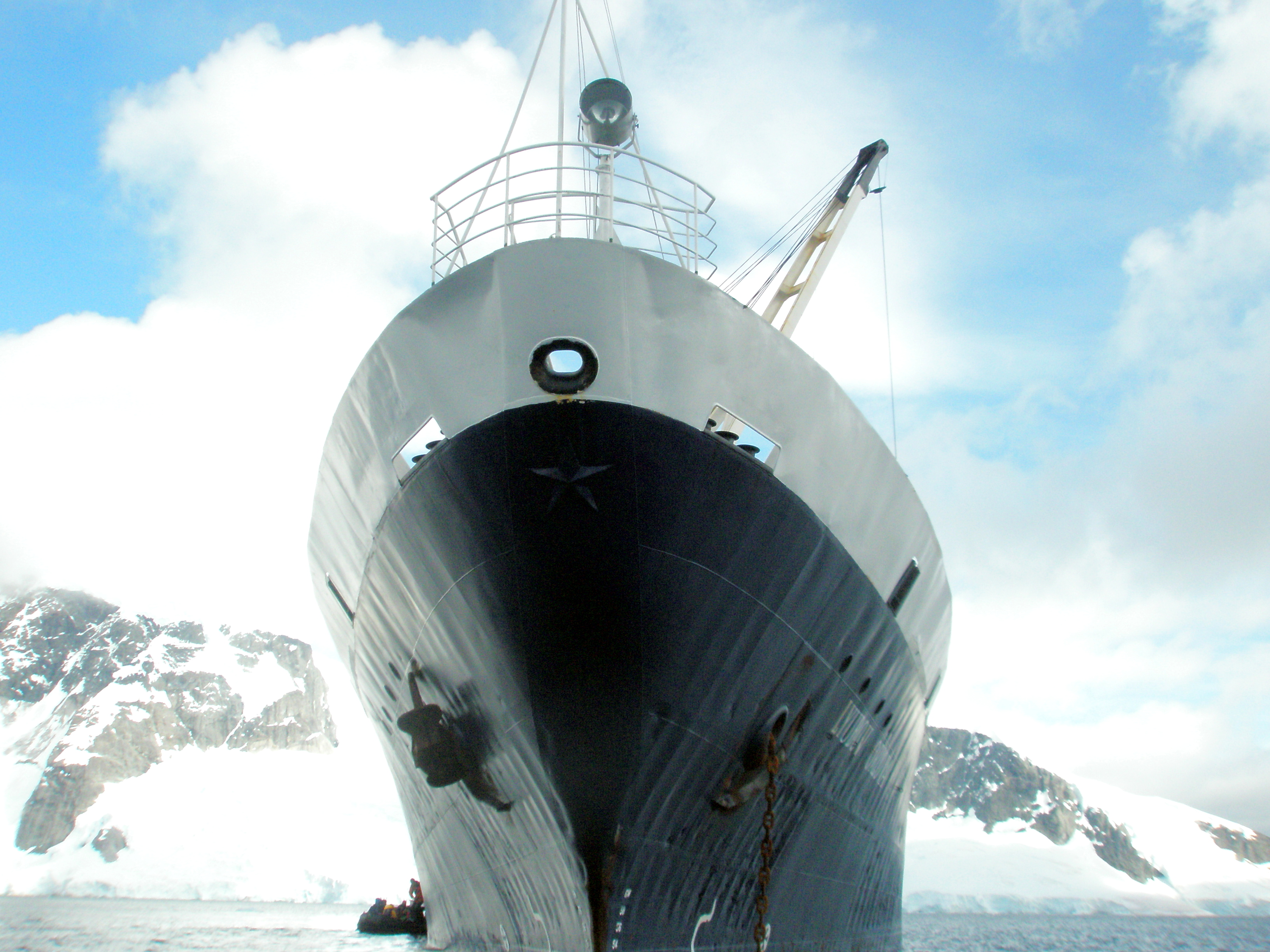
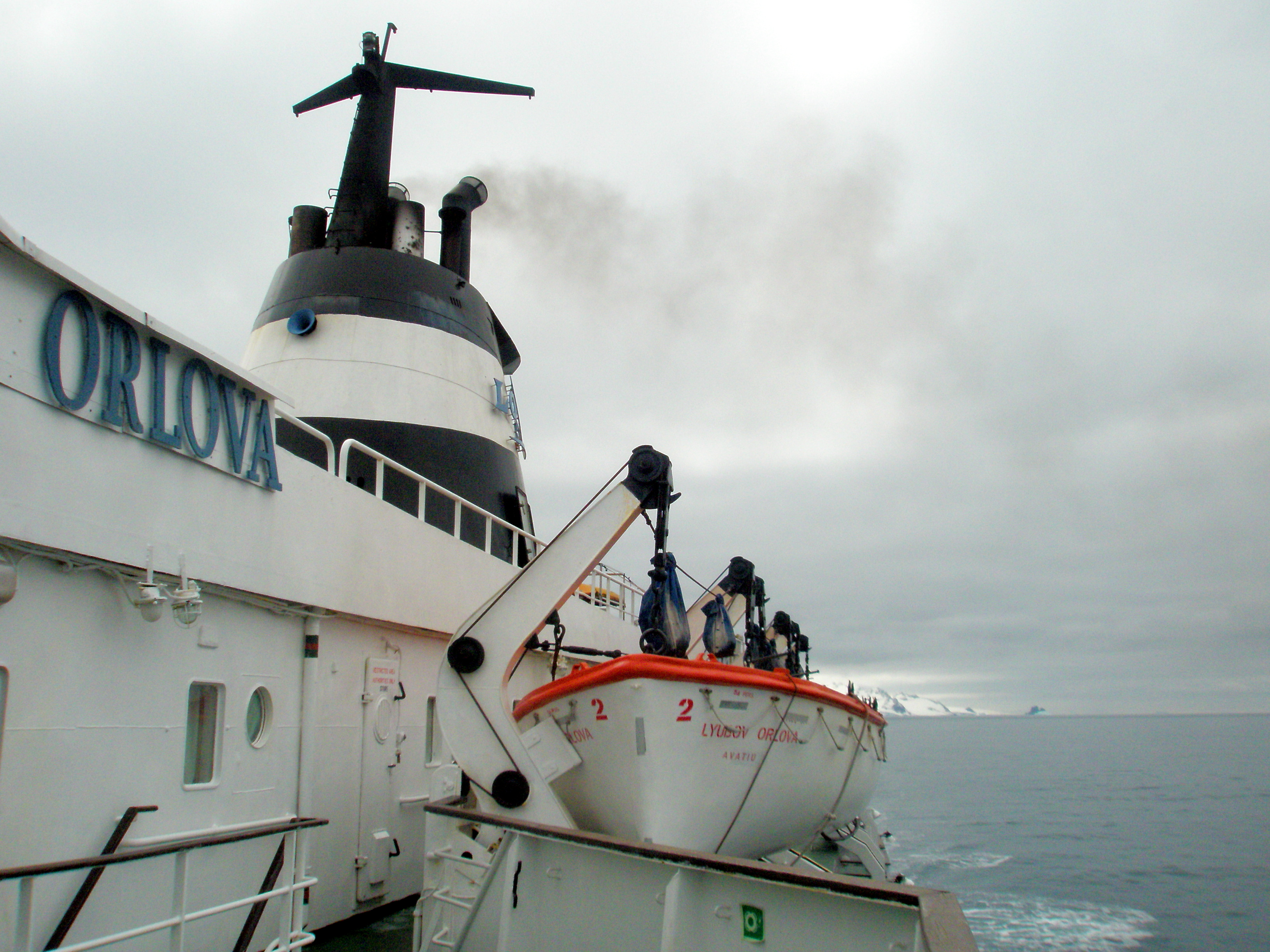
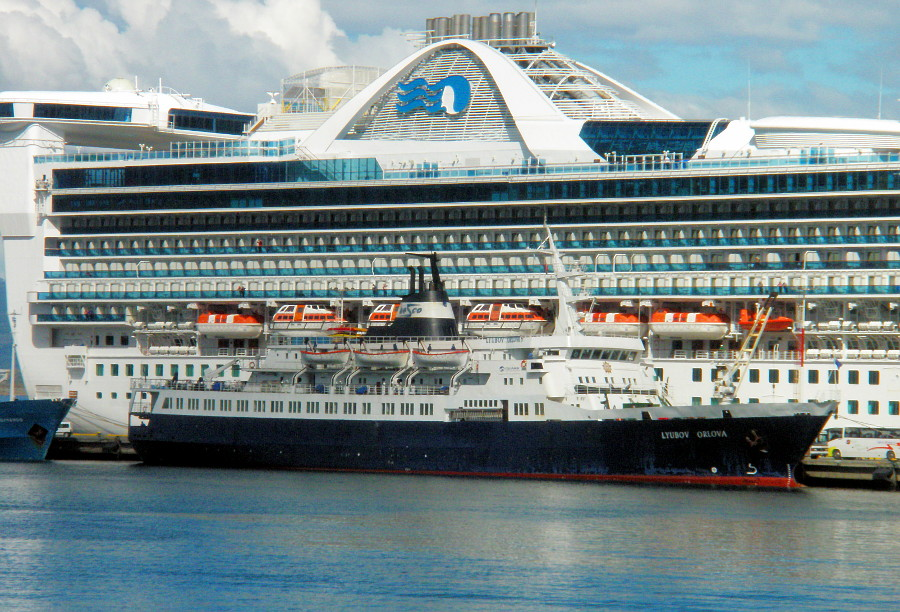
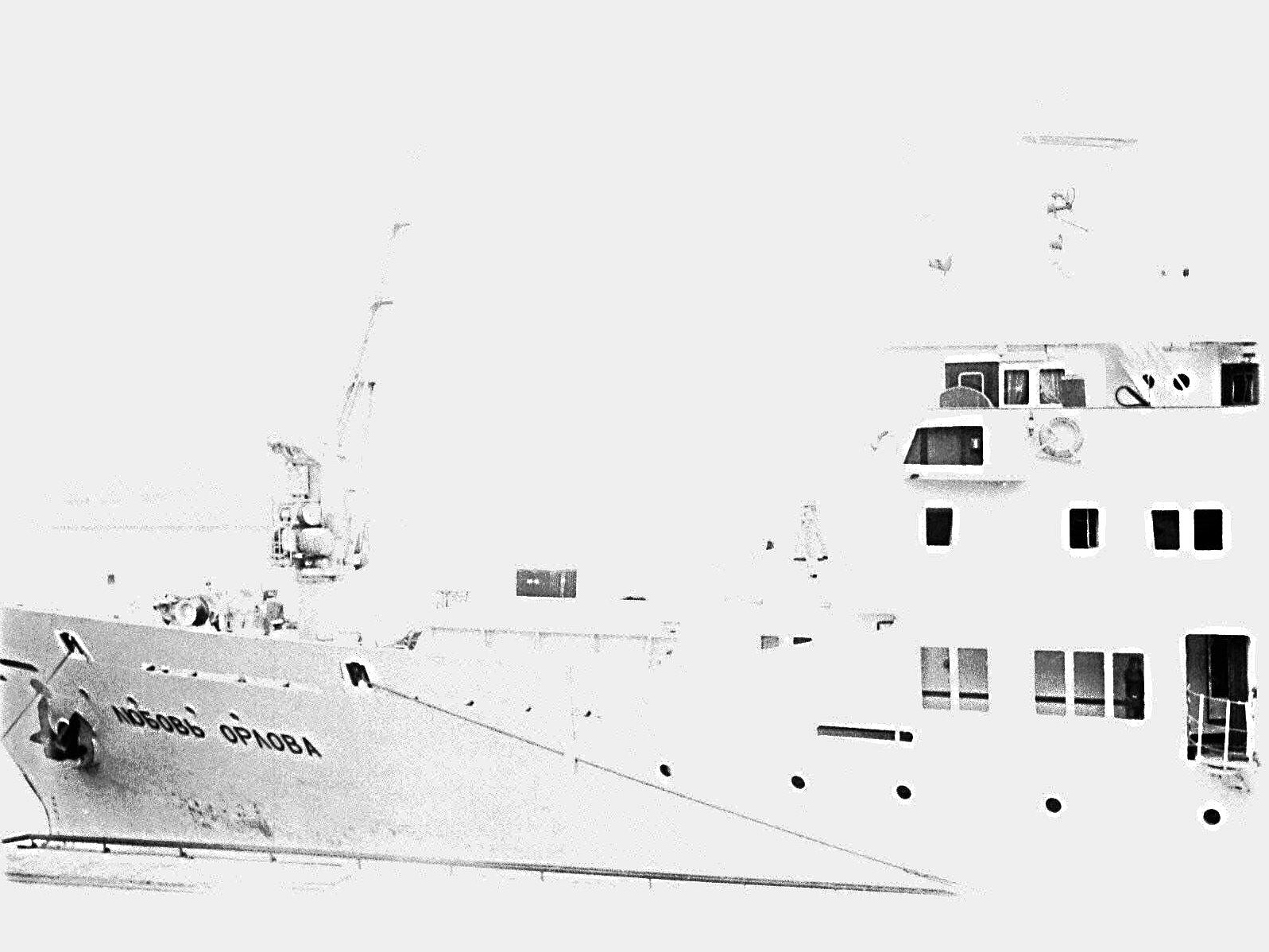
Теплоход «Любовь Орлова» у Морского вокзала, Владивосток, 1978 год